# Hanna bí ẩn
Hanna bí ẩn (tên gốc tiếng Anh: Hanna) là một phim hành động của Anh và Đức hợp tác sản xuất năm 2011 có chứa các yếu tố của chuyện cổ tích được đạo diễn bởi Joe Wright. Diễn viên trẻ Saoirse Ronan trong vai chính, cùng với Eric Bana và Cate Blanchett. Bộ phim đã được phát hành tại Bắc Mỹ vào ngày 08 tháng 4 năm 2011 và ở châu Âu vào ngày 05 tháng 5 năm 2011.

## Nội dung
Hanna Heller (Saoirse Ronan) là một cô gái 15 tuổi hiện đang sống với cha cô, Erik Heller (Eric Bana) trong vùng hoang dã của miền Bắc Phần Lan. Bộ phim mở đầu bằng cảnh săn bắn và giết một con tuần lộc, lúc đầu Hanna dùng cung bắn với một mũi tên hướng vào tim con tuần lộc, sau đó giết nó với một khẩu súng ngắn.
Kể từ khi hai tuổi, Hanna đã được đào tạo bởi Erik, một cựu nhân viên CIA tác nghiệp tại Đức, là một sát thủ có kỹ năng. Erik biết một bí mật mà không thể phổ biến. Ông rời tổ chức, lẩn trốn tại Bắc Cực. Marissa Wiegler (Cate Blanchett), một nhân viên CIA, muốn giết Erik, người đã đào tạo Hanna giết Wiegler. Hanna thường đọc truyện cổ Grimm, cũng có rất nhiều kiến thức bách khoa, và thông thạo một số ngôn ngữ. Do được đào tạo khi ở tách biệt khỏi nền văn minh, cô chưa bao giờ tiếp xúc với công nghệ hiện đại, lối sống cộng đồng và là cá nhân xa lạ với âm nhạc hoặc điện. Cô đã ghi nhớ một loạt các kiến thức để sử dụng "khi thời điểm đến".
Một đêm, Hanna cho Erik biết rằng cô đã "sẵn sàng". Erik đào lên một thiết bị phát tín hiệu chôn dưới đất mà khi bật nút, sẽ cảnh báo thế giới bên ngoài biết sự hiện diện của họ. Hanna cảnh báo, nếu Marissa Wiegler biết nơi họ ẩn náu, "cô ta sẽ không dừng lại" cho đến khi Hanna hoặc Wiegler chết, anh miễn cưỡng cho phép Hanna sự tự do để đưa ra quyết định của mình. Sau một đêm, Hanna đã bật nút, gửi một tín hiệu vị trí của họ để Wiegler, người sẽ gửi một đội truy sát đến ngôi nhà gỗ của Erik. Erik trước khi rời khỏi, hướng dẫn Hanna để cuối cùng gặp anh tại Berlin. Hanna giết hai trong số những người trong đội khi họ bước vào nhà và sau đó chờ đợi để họ đoán rằng cha cô đã giết chết hai người trước khi trốn thoát. Cô được đưa tới một cơ sở lớn của CIA có nhiều đường ngầm phức tạp. Wiegler cẩn trọng với Hanna khi cô yêu cầu được nói chuyện với mình, điều một nhân viên khác: False Marissa (Michelle Dockery) đóng giả mình đi gặp Hanna. Hanna qua sự đối chứng những cuộc gặp gỡ trong quá khứ của Wieger với cha mình, xác nhận đang đối diện với Wiegler, người đang trả lời Hanna thông qua một máy nghe tai bởi Wiegler, trả lời các câu hỏi một cách chính xác, Hanna bắt đầu khóc và nhảy vào lòng của Marissa, nức nở khó hiểu vào vai cô. Điều này cảnh báo những người giám sát cuộc gặp, cử nhân viên y tế đến giúp Hanna định thần lại. Vừa lúc đó, Hanna giết Marissa, bắn nhân viên an ninh bằng súng của họ và trốn thoát ra ngoài bằng đường thông gió.
Cô thấy mình đang chạy trốn tại sa mạc của Maroc, nơi Hanna gặp Sebastian (Jason Flemyng) và Rachel (Olivia Williams), một cặp vợ chồng phóng túng người Anh trong một kỳ nghỉ cắm trại với con gái tuổi teen của họ, Sophie (Jessica Barden), và em trai Miles (Aldo Maland). Cô lẻn vào nhà di động của họ và theo lên một chuyến phà đến Tây Ban Nha với mục tiêu đến nước Đức. Gia đình họ rất tốt với cô, Hanna và Sophie trở nên gần gũi, họ dành thời gian gặp gỡ với hai chàng trai tại đó và vui chơi các sinh hoạt địa phương. Trong khi đó, Wiegler thuê một cựu đặc vụ là Isaacs (Tom Hollander) để bắt Hanna trước khi cô đoàn tụ với cha mình tại Đức. Hanna đi với gia đình Sophie khi họ lái xe về phía bắc. Isaacs và người của ông theo dõi phía sau, khi Hanna đến ngã rẽ chia tay với gia đình Sohie đang đến Pháp, cô thoát khỏi Isaacs tại một bến cảng, giết chết một trong những người của Isaacs. Wiegler đến, tra hỏi gia đình Sophie bằng cách giả vờ bảo vệ Hanna và phát hiện Hanna đang hướng đến Berlin từ Miles.
Khi đến địa chỉ cha cô đã nói, Hanna gặp Knepfler (Martin Wuttke), một ông già lập dị biết trò ảo thuật, người sống trong một ngôi nhà cổ tích theo chủ đề của Grimm trong công viên giải trí đang bỏ hoang. Đó là sinh nhật thứ 16 của Hanna và Knepfler làm cho bữa ăn sáng của mình với trứng và bánh quế. Ông cũng cho cô nghe một số đĩa nhạc, thứ âm nhạc mà cô đã không thể hình dung khi ở trong rừng. Hanna có kế hoạch hẹn với cha cô. Tuy nhiên, Wiegler và Isaacs đến. Hanna bỏ trốn, nhưng trước đó cô nghe được Wiegler và Isaacs trao đổi với nhau rằng Erik không phải là cha đẻ của cô. Trong sự thắc mắc, cuối cùng cô đã gặp cha cô tại căn hộ của bà ngoại, nơi Wiegler đã cố gắng để tìm Erik, và sau đó giết chết bà ngoại. Hanna sau đó biết rằng Erik không phải là cha của cô, Erik trong nhiệm vụ tuyển dụng một số phụ nữ mang thai được tuyển chọn từ cơ sở phá thai để CIA có thể làm thay đổi DNA của con họ, tăng cường sức mạnh, sức chịu đựng, và phản xạ khống chế những cảm xúc như sợ hãi và thương hại để tạo ra một loạt các siêu chiến binh. Tuy nhiên, dự án đã bị đóng cửa vì những lý do không giải thích được và tất cả các đối tượng của nó phải bị loại bỏ. Erik đã cố gắng để trốn thoát với Hanna và mẹ cô Johanna Zadek (Vicky Krieps), nhưng Wiegler tấn công chiếc xe của họ, lúc Hanna được hai tuổi và đang xem chuyện Cổ Tích Grimm của mình. Wiegler bắn Johanna, người sau đó bị thương nặng cố thoát ra một khoảng từ chiếc xe cháy vì bị đâm vào một gốc cây bên đường. Erik đã trốn thoát với Hanna lúc đó.
Wiegler và Isaacs đến, ý định giết chết họ, Erik đánh lạc hướng để Hanna trốn thoát. Erik giết Isaacs, nhưng bị Wiegler bắn chết, Hanna sau đó quay ngược lại nhà Cổ tích Grimm. Hanna phát hiện ra Knepfler chết, xác chết của ông bị treo hai chân lên sau khi bị giết bằng mũi tên của Isaacs. Sau một cuộc rượt đuổi trong công viên giải trí bỏ hoang, Hanna và Wiegler đối đầu với nhau. Hanna cầu xin chấm dứt việc giết hại, nói rằng cô không muốn làm tổn thương bất cứ ai khác. Wiegler nói rằng cô chỉ muốn nói chuyện, nhưng Hanna bỏ đi. Wiegler bắn Hanna, cô cũng phản ứng bằng cách bắn Wiegler với mũi tên cô lấy từ xác của Knepfler, sử dụng một sợi dây đàn hồi cô tìm thấy để đẩy nó. Hanna bị ngã xuống đất với một viên đạn trong bụng dưới bên trái. Cô đuổi theo Wiegler chạy trốn lên máng trượt nước gần đó. Một Hanna không có vũ khí đuổi theo Wiegler lên đầu cầu thang của máng trượt, và Wiegler liên tục bắn vào cô. Gần phía trên, nó trở nên rõ ràng rằng mũi tên của Hanna đã làm thiệt hại nhiều hơn đạn Wiegler, sau đó Wiegler bất cẩn rơi trượt xuống máng nước ngay khi chuẩn bị bắn Hanna, làm rơi khẩu súng ngắn của mình. Hanna theo Wiegler xuống máng trượt, nhặt khẩu súng nói với Wiegler rằng mũi tên cô bắn bà đã trượt khỏi tim và bắn vào tim Wiegler bằng khẩu súng ngắn, tương tự như cô đi săn tuần lộc ở cảnh mở đầu của phim.

## Các diễn viên
- Saoirse Ronan vai Hanna Heller
- Cate Blanchett vai Marissa Wiegler
- Eric Bana vai Erik Heller
- Jessica Barden vai Sophie
- Aldo Maland vai Miles
- Tom Hollander vai Isaacs
- Olivia Williams vai Rachel
- Jason Flemyng vai Sebastian
- Michelle Dockery vai False Marissa
- Vicky Krieps vai Johanna Zadek
- Martin Wuttke vai Knepfler (Ông Grimm)
- Sebastian Hulk vai Titch

## Sản xuất
Địa điểm quay phim bao gồm Hồ Kitka tại Kuusamo, đông bắc Phần Lan, một số địa điểm ở Đức bao gồm Bad Tölz, Studio Babelsberg Potsdam, cây cầu kênh Magdeburg, xung quanh Kottbusser Tor và Görlitzer Bahnhof ở Berlin-Kreuzberg, khu vui chơi giải trí đang bỏ hoang Spreepark tại Đông Berlin, Hamburg và Reeperbahn, cũng như Ouarzazate và Essaouira Maroc. Nhiệt độ lúc làm phim tại Phần Lan đôi khi giảm xuống mức -33 °C (-27 °F), nhưng Ronan nói: "Phần Lan là nơi đã đưa ra các khía cạnh câu chuyện cổ tích. Chúng tôi đã được diễn trên một hồ nước đóng băng, bao quanh bởi những cây thông phủ đầy tuyết ". Các cảnh khác trong phim thực hiện tại Studio Babelsberg.